# Bomba de tinta

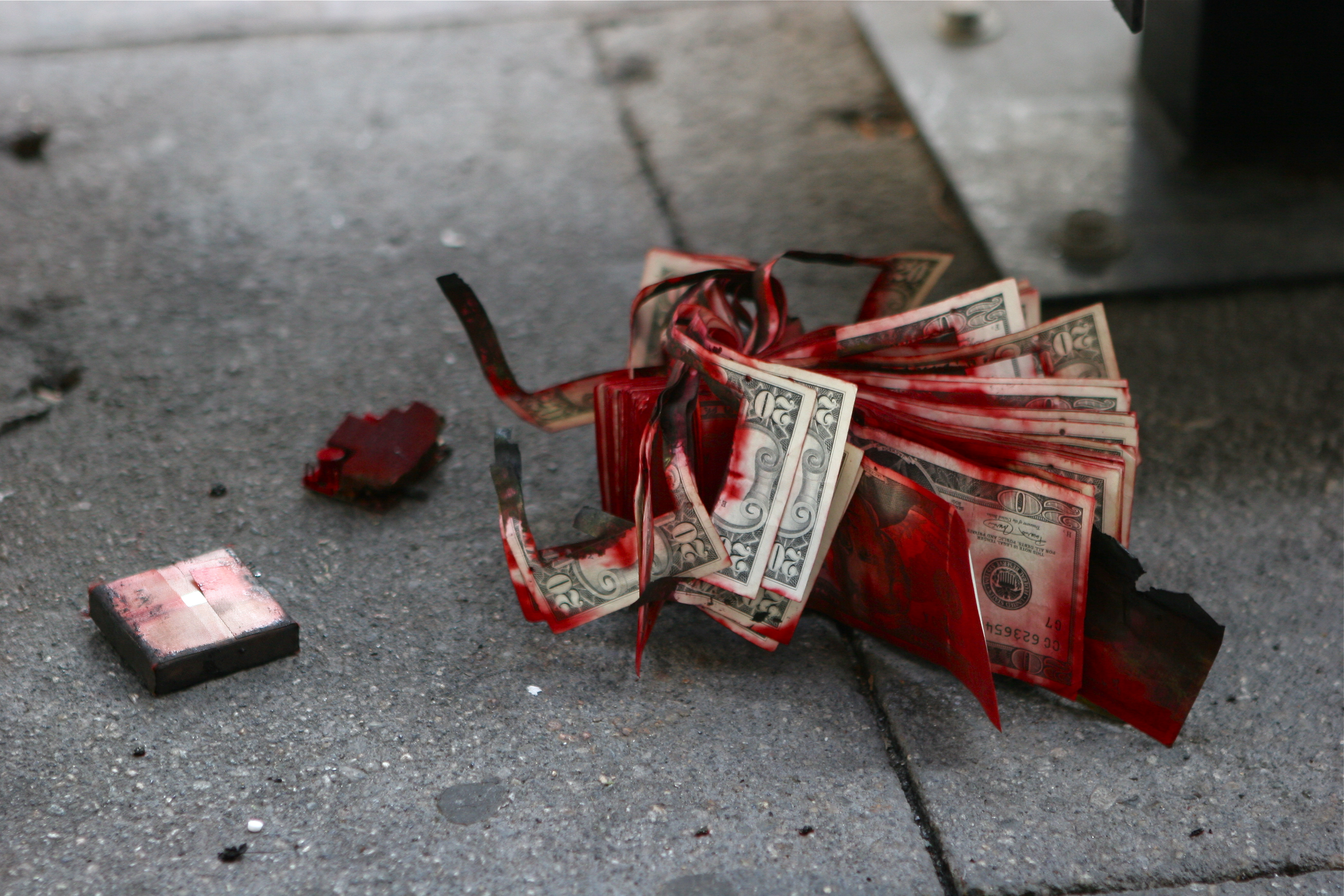
Bomba de tinta.

Una bomba de tinta es un explosivo por radio control, usado por algunos bancos para frustrar un asalto, haciendo que, mediante una pequeña explosión, el dinero se tiña de rojo poco después del hurto.
En la mayoría de casos el dispositivo se camufla entre los billetes de un fajo. Este fajo tiene una apariencia y un tacto muy similar al de uno real. Con las nuevas tecnologías se han fabricado bombas de tinta flexibles, lo que hace que sean muy difíciles de detectar por el criminal mientras manipula los billetes.
Mientras el falso fajo de billetes no está siendo usado, se sitúa encima de una placa magnética cerca del empleado de caja en modo de reposo, preparado para ser entregado a un posible ladrón. Al apartar el fajo de su placa magnética el dispositivo queda activado. Otro dispositivo situado en la puerta del banco activará la espoleta cuando el ladrón pase por él, lo que provocará la explosión de la bomba pasados unos segundos. La explosión expulsa un aerosol de tinta roja e incluso gas lacrimógeno, con el objetivo de destruir y/o marcar el dinero y manchar al atracador con un vistoso color rojo. La reacción química resultante de la explosión del dispositivo provoca altas temperaturas de unos 204 °C, lo que disuade al atracador de intentar quitar la bomba de tinta de la bolsa o incluso de su vehículo de escape.